# Gaioz Dewdariani

Gaioz Dewdariani

Gaioz Dewdariani (gruz. გაიოზ დევდარიანი, ur. 15 października 1901 we wsi Charagauli w guberni kutaiskiej, zm. 12 listopada 1937 w Tbilisi) – gruziński rewolucjonista oraz radziecki polityk.
Od 1918 działał w RKP(b), był sekretarzem KC Komsomołu Gruzji, od września 1930 do 1931 pełnił funkcję ludowego komisarza oświaty Gruzińskiej SRR, jednocześnie od 22 września do 20 listopada 1930 był zastępcą członka Biura KC Komunistycznej Partii (bolszewików) Gruzji. Od 20 listopada 1930 do 15 lutego 1931 był członkiem Sekretariatu KC KP(b)G i od 20 listopada 1930 do 14 listopada 1931 członkiem Biura KC KP(b)G, od 15 lutego do 12 września 1931 III sekretarzem, a od 12 września do 14 listopada 1931 II sekretarzem KC KP(b)G, później pracował w fabryce. W okresie stalinowskiej wielkiej czystki został aresztowany, następnie skazany na śmierć i rozstrzelany.